# سياسة النفايات الصلبة في الولايات المتحدة
تهدف سياسة النفايات الصلبة في الولايات المتحدة إلى تطوير وتنفيذ آليات مناسبة لإدارة النفايات الصلبة بفعالية. يجب أن تُحدد المدخلات من أصحاب المصلحة لكي تكون سياسة النفايات الصلبة فعالة، بما في ذلك المواطنين والشركات والمنظمات المجتمعية والمنظمات غير الحكومية والوكالات الحكومية والجامعات ومنظمات البحث الأخرى. تشكل هذه المدخلات أساس أطر السياسات التي تؤثر على قرارات إدارة النفايات الصلبة.  تنظم وكالة حماية البيئة الأمريكية (إي بّي إيه) في الولايات المتحدة النفايات المنزلية والصناعية والتصنيعية والتجارية والنفايات الصلبة والخطرة بموجب قانون حفظ الموارد واستعادتها لعام 1976 (آر سي آر إيه). الإدارة الفعالة للنفايات الصلبة جهد تعاوني يشمل الكيانات الفيدرالية والولائية والإقليمية والمحلية. يشجع القسم (دي) من برنامج النفايات الصلبة التابع لقانون حفظ الموارد واستعادتها لعام 1976  الأقسام البيئية في كل ولاية على وضع خطط شاملة لإدارة النفايات الصناعية والبلدية غير الخطرة.

## النفايات الصلبة
تعني النفايات الصلبة أي قمامة أو نفايات، أو حمأة ناتجة عن محطة معالجة مياه صرف صحي، أو محطة معالجة إمدادات مياه حلوة، أو منشأة للتحكم في تلوث الهواء والمواد الأخرى المُتخلص منها، بما في ذلك المواد الصلبة أو السائلة أو شبه الصلبة أو الغازية الناتجة عن العمليات الصناعية، والتجارية، والتعدين، والزراعية، والأنشطة المجتمعية. لا تشمل النفايات الصلبة المواد الصلبة أو المنحلة في الصرف الصحي المنزلي، أو المواد الصلبة أو المنحلة في تدفقات مياه الري الراجعة، أو التصريفات الصناعية. يعني النطاق الواسع لمصطلح «النفايات الصلبة» أنه يجب إدارتها بطرق مختلفة ومتنوعة، وأنه يجب على المستويات المختلفة للحكومة أن تستخدم أدوات سياسية مختلفة من أجل إنجاز هذه المهمة.
يشير مصطلح «النفايات الصلبة» بشكل عام إلى النفايات غير الخطرة، على الرغم من اعتبار «النفايات الخطرة» جزءًا من النفايات الصلبة، وفقًا لقانون حفظ الموارد واستعادتها لعام 1976 (آر سي آر إيه) ولوائح الدول الأخرى.

### النفايات الصلبة غير الخطرة

#### النفايات البلدية
تشمل النفايات الصلبة البلدية (إم إس دبليو)، المعروفة باسم القمامة أو النفايات، جميع العناصر التي يجري التخلص منها يوميًا من الأسر والهيئات التجارية والمؤسسية والبستنة وكنس الطرق، ويشمل هذا الأمر عناصر كالتي تنتج عن التعبئة والتغليف بالإضافة إلى الورق والكرتون وبقايا الطعام وأكياس النايلون والحاويات والزجاجات وقصاصات العشب والأثاث والإطارات والعناصر الكهربائية والإلكترونية والفلزات. انخفض إنتاج سكان الولايات المتحدة من 255 مليون طنًا في عام 2007 إلى 243 مليون طنًا من القمامة في عام 2009. وانخفض إنتاج توليد الفرد للنفايات الصلبة المحلية في نفس الفترة من 4.63 رطل/فرد/يوم إلى 4.34 رطل/فرد/يوم.

#### المخلفات الزراعية والحيوانية
تشمل المخلفات الزراعية بقايا المحاصيل الأولية التي تبقى في الحقول بعد الحصاد ومخلفات المعالجة الثانوية المتولدة من الأجزاء المحصودة من المحاصيل أثناء إنتاج الطعام وأعلاف الحيوانات والمحاصيل الليفية. تنتج هذه المخلفات أثناء عمليتي الإنتاج والتوزيع من خلال تحلل الطعام أو الخضار أو اللحم، وإزالة الأجزاء غير القابلة للاستخدام، وإزالة المنتجات دون المستوى المطلوب، والمنتجات التالفة بسبب التغليف دون المستوى المطلوب. وبالتالي يجري توليد النفايات الزراعية في جميع مراحل النظام الغذائي بما في ذلك الزراعة والتخزين ومعالجة الأغذية والبيع بالجملة. لا يجري تضمين مخلفات الطعام التي ينتجها تجار التجزئة والمستهلكون في هذه الفئة، إذ تدخل هذه المخلفات في مجاري النفايات بمثابة مخلفات صلبة بلدية. تُعد النفايات الحيوانية تلك النفايات المتولدة من المزارع والأعلاف، والمعروفة أيضًا باسم عمليات تغذية الحيوانات (إيه إف أو إس) أو عمليات تغذية الحيوانات المركزة (سي إيه إف أو إس)، والتي تتكون من بقايا العلف والسماد والبول ومياه الصرف الصحي والحيوانات النافقة ونفايات عمليات الإنتاج، إذ تنتج جميعها كميات كبيرة من النفايات في مناطق صغيرة. على سبيل المثال، أفادت وكالة حماية البيئة الأمريكية أن بقرة حلوب واحدة تنتج نحو 120 رطلًا من السماد الرطب في اليوم، وهو ما يعادل إنتاج 20-40 شخصًا من المخلفات. تُعد المشاكل البيئة، وخاصة تلوث المياه هي المشاكل الرئيسية لسوء إدارة المخلفات الحيوانية.

#### النفايات الصناعية
تتكون النفايات الصناعية من كمية كبيرة من النفايات الصلبة. أفادت وكالة حماية البيئة الأمريكية أن المنشآت الصناعية في الولايات المتحدة تنتج كل عام وتتخلص من نحو 7.6 مليار طن من النفايات الصلبة الصناعية بناءً على إحصائيات ثمانينيات القرن العشرين. يشمل هذا الرقم النفايات المتولدة من 17 مصنعًا صناعيًا للمركبات الكيميائية العضوية، والمركبات الكيميائية اللاعضوية، والحديد، والصلب، واللدائن والراتنجات، والحجر، والطين، والزجاج، والخرسانة، ولب الورق والورق، والأغذية، والمنتجات المشابهة. لا تدخل النفايات الصناعية في مجاري النفايات الصلبة البلدية وبالتالي تُدفن أو تُعالج بشكل منفصل. وفقًا لإرشادات وكالة حماية البيئة الأمريكية، يجب على وحدات إدارة النفايات الصناعية أن تأخذ بالحسبان طرق توصيف النفايات وتقليلها، ولُصاقات حقائق معلومات مكونات النفايات، وأدوات تقييم المخاطر، والآلية المؤسسية/مبادئ شراكة أصحاب المصلحة، والمبادئ التوجيهية للتصميم الآمن والسليم، والمياه (السطحية والجوفية) وإجراءات مراقبة جودة الهواء، وتوصيات المرفق قبل وبعد الإغلاق.

#### مخلفات البناء والهدم
تشمل مخلفات البناء والهدم (سي & دي) أضرار المخلفات المتولدة أثناء إنشاء وتجديد وهدم المباني والطرق والجسور. يمكن أن تكون هذه المخلفات في كثير من الأحيان عبارة عن مواد بناء ضخمة وثقيلة تتكون من الخرسانة، ونفايات خشب البناء، وأسفلت الطرق وألواح الأسقف، والألواح المجصّصة، والفلزات، والطابوق، والقوالب الخرسانية، والزجاج، واللدائن، ومكونات البناء مثل الأبواب والنوافذ والتجهيزات، والأشجار، والجذوع، والأرضيات، وصخور مواقع البناء الناتجة عن تنظيف مواقع البناء. يمكن للإدارة السليمة للنفايات تحسين الموارد نظرًا لأن مخلفات البناء والهدم غالبًا ما تتكون من مواد ضخمة وثقيلة. قدرت وكالة حماية البيئة الأمريكية أنه جرى إنتاج 136 مليون طنًا من مخلفات البناء والهدم المتعلقة بالمباني في الولايات المتحدة في عام 1996.

#### المخلفات المُعالجة
تتكون المخلفات المُعالجة من الحمأة أو المنتجات الثانوية أو المنتجات المصاحبة أو النفايات الحديدية (الخردة) الناتجة عن منشأة أو محطة معالجة. تُعرف الحمأة بأنها أي نفايات صلبة أو شبه صلبة أو سائلة ناتجة من محطة معالجة مياه صرف صحي بلدية أو تجارية أو صناعية أو محطة معالجة إمدادات مياه حلوة أو مرفق تحكم في تلوث الهواء، وعلى وجه الخصوص النفايات السائلة المعالجة من محطة معالجة مياه الصرف الصحي. ويشمل هذا الغبار الناتج عن فرن القوس الكهربائي والمرشحات النسيجية. لا يُعد المنتج الثانوي مُنتجًا أساسيًا، ولا يتم إنتاجه بشكل منفرد أو منفصل في عملية الإنتاج، في حين يجري إنتاج المنتجات المصاحبة بشكل منفصل عمدًا. تحتاج المنتجات الثانوية إلى مزيد من المعالجة لتكون مفيدة، في حين تجري معالجة المنتجات المصاحبة بشكل كبير ويمكن بيعها بمثابة سلعة دون معالجة إضافية. تشمل الأمثلة على المنتجات الثانوية الخبث والرماد المتطاير والنهايات الثقيلة ]المنتج النهائي ذو أعلى نقطة غليان من البترول[ والمواد المترسبة في قاع أعمدة التقطير وما إلى ذلك، وتشمل المنتجات المصاحبة المعادن مثل الرصاص المنتج أثناء عملية تكرير النحاس. تشمل نفايات الخردة الحديدية الصفائح المعدنية، والأسلاك، والخزانات والحاويات المعدنية، وسيارات الخردة، وقصاصات الورشات الميكانيكية المعدنية التي تكون عادةً غير خطرة في طبيعتها.